# Jambi (thành phố)

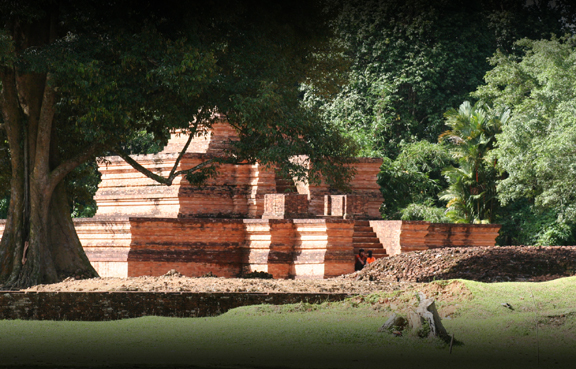

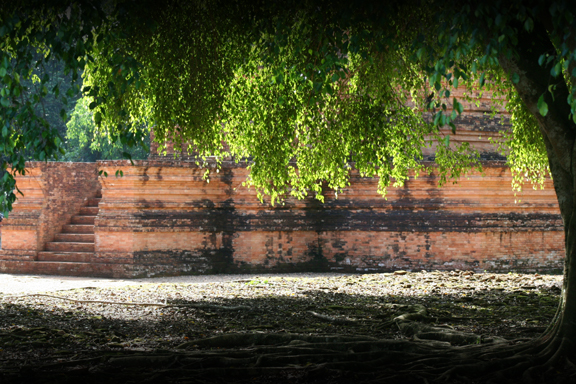
Candi Tinggi

Jambi là một thành phố ở Indonesia, thủ phủ của tỉnh Jambi trên đảo Sumatra, Indonesia. Thành phố là một cảng bận rộn trên sông Batang Hari và là một trung tâm dầu mỏ và sản xuất cao su. Thành phố này nằm cách 26 km từ những tàn tích của Muaro Jambi, một thành phố quan trọng trong vương quốc Srivijaya cổ đại.
Thị trấn và làng mạc gần đó bao gồm Mendalo (5.1 nm), Kinati (4.1 nm), Padang (4.5 nm), Tanjungjohor (3,2 nm), Paalmerah (2,8 nm), và Muarakumpe (3,6 nm). Jambi được phục vụ bởi sân bay Sultan Thaha.